# 198 (nombre)
« Cent quatre-vingt-dix-huit » redirige ici. Pour l'année, voir 198.
198 (cent quatre-vingt-dix-huit ou cent nonante huit) est l'entier naturel qui suit 197 et qui précède 199.

## En mathématiques
Cent quatre-vingt-dix-huit ou cent nonante huit est :
- Un nombre Harshad.
- Un auto nombre.
- Un nombre de Pell compagnon.

## Dans d'autres domaines
Cent quatre-vingt-dix-huit ou cent nonante huit est aussi :
- Années historiques : -198, 198